# ンジョレ
ンジョレ(Ndjolé)は、ガボンの都市。人口6,877人（2013年国勢調査）。モワイエン・オゴウェ州に属し、州都ランバレネから北東に位置する。オゴウェ川に面する交通の要衝であり、国道N2号 (ガボン)やトランスガボン鉄道もンジョレを通る。ンジョレはガボンの主要輸出品である木材の伐採基地であり、ここで伐採された木は艀によって河口のポールジャンティに運ばれる。オゴウェ川が航行可能なのは河口からンジョレまでで、それより上流は急流のため航行不能となっており、河川交通と陸上交通の要となっている。